# Sabar (Trommel)

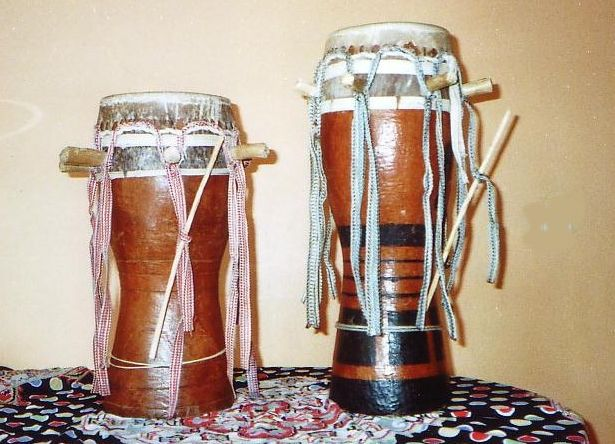
Zwei einfellige mittelgroße Standtrommeln mbeng-mbeng

Sabar bezeichnet eine Gruppe von Röhrentrommeln mit einem hölzernen Korpus, die einen wesentlichen Bestandteil in der Kultur der  Wolof in Senegal darstellen. Die sabar gehört zur Tradition der Griots und wird im populären Musikstil Mbalax gespielt. Sabar bezeichnet auch die zur Trommel gehörende Tanztradition. Funktionell ist die sabar eine Sprechtrommel und ein Bestandteil zeremonieller Musik.

## Bauform
Die sabar kommt in mehreren Größen und Korpusformen vor. Eine große einfellige Standtrommel mit einem leicht sanduhrförmigen Korpus ist die nder des Ensembleleiters. Einfellig, sanduhrförmig und mittelgroß ist die mbeng-mbeng. Die andere Form mit zwei Größen ist fassförmig und zweifellig.
Zur Herstellung werden verschiedene Holzarten verwendet, wobei jede Trommel eine spezifische Funktion hat.

## Spielweise
Die sabar wird im Stehen mit beiden Händen gespielt. Eine Hand hält den Stock während die andere die Trommel schlägt. In der Vergangenheit wurden diese Trommeln als Kommunikationsmittel verwendet. Bei festlichen Anlässen wie Taufen, Hochzeiten, Beschneidungen, Simb (Löwen-Trance-Ritual) und beim senegalesischen Ringen kommt dieses Instrument zum Einsatz. Sabar ist in Westafrika weniger verbreitet als die djembe. Internationale Bekanntheit erlangte die sabar vor allem durch Doudou N’Diaye Rose.